# 5th Maryland Infantry
Le 5th Maryland Volunteer Infantry Regiment est un régiment d'infanterie qui a servi dans l'armée de l'Union pendant la guerre de Sécession.

## Service
Le 5th Maryland Infantry est organisé à Baltimore, dans le Maryland, en septembre 1861 pour trois ans de service, et entre en service sous le commandement du colonel William Louis Schley. 

Monument commémoratif du 5th maryland sur le champ de bataille d'Antietam.

Le régiment est affecté à la division de Dix, à Baltimore, dans le Maryland, jusqu'en mars 1862. Il est ensuite à fort Monroe, en Virginie, jusqu'en juillet 1862, puis dans la brigade de Weber à Suffolk, ev Virginie, au sein du VIIe corps du département de Virginie, jusqu'en septembre 1862. Il appartient à la troisième brigade de la troisième division du IIe corps de l'armée du Potomac, jusqu'en décembre 1862. Il participe aux défenses de Point of Rocks sur le Potomac supérieur au sein du VIIIe corps du département du milieu jusqu'en mars 1863. Il appartient à la deuxième brigade de la première division du VIIIe corps jusqu'en juillet 1863. Il participe aux défenses de Baltimore, dans le Maryland, au sein du VIIIe corps jusqu'en janvier 1864. Il est dans le district du Delaware au sein du VIIIe corps jusqu'en juin 1864. Il appartient à la troisième brigade de la deuxième division du XVIIIe corps de l'armée de la James jusqu'en août 1864. La deuxième brigade de la première division du XVIIIe corps jusqu'en décembre 1864. La deuxième brigade de la troisième division du XXIVe corps jusqu'en juillet 1865. Il appartient à la deuxième brigade indépendante du XXIVe corps jusqu'en septembre 1865.
Le 5th Maryland Infantry est libéré du service le 1er septembre 1865 à Fredericksburg, en Virginie.

## 1861-1862
Le 5th Maryland Infantry est au camp LaFayette Square, à Baltimore, au Maryland, jusqu'en mars 1862. Il part pour fort Monroe, en Virginie, le 11 mars 1862. Il effectue un service à Suffolk, en Virginie, jusqu'en septembre 1862. Il part à Washington, puis à Antietam, au Maryland du 8 au 16 septembre. Il participe à la bataille d'Antietam les 16 et 17 septembre où il est fortement engagé dans des combats autour de Sunken Lane. Le régiment est alors commandé par le commandant Leopold Blumenberg qui est grièvement blessé et remplacé par le capitaine William W. Bamberger ou le capitaine Ernest F. M. Faehtz selon les sources. Le régiment perd lors de la bataille 43 tués et 123 blessés.
Il part pour Harpers Ferry le 22 septembre, et y sert jusqu'en janvier 1863. Il effectue une reconnaissance de Charleston les 16 et 17 octobre.

## 1863
Le 5th Maryland Infantry est à Point of Rocks et Maryland Heights pour la protection du chemin de fer de Baltimore et de l'Ohio jusqu'en juin 1863. Il va à Winchester, en Virginie le 2 juin et participe à la seconde bataille de Winchester du 13 au 15 juin, où le régiment est capturé en grande partie. Lors de cette bataille, le régiment, commandé par le commandant Salome Marsh, perd 5 blessés et 315 disparus sur un effectif de 645 hommes.
Les membres du régiment qui n'ont pas été capturés, sont à Bloody Run, en Pennsylvanie, et Loudon, en Pennsylvanie jusqu'en juillet. Le régiment effectue un service aux défenses de Baltimore, dans le département du milieu, jusqu'en janvier 1864.

## 1864
Le 5th Maryland Infantry est dans le district du Delaware, du département du milieu jusqu'en juin 1864. Il reçoit l'ordre de rejoindre l'armée du Potomac sur le terrain le 4 juin 1864. Il participe aux opérations de siège de Petersburg et de Richmond, en Virginie du 16 juin 1864 au 2 avril 1865. Il assiste à l'explosion de la Mine à Petersburg le 30 juillet 1864 (réserve). Il est en service dans les tranchées devant Petersburg jusqu'au 27 septembre. Il participe à la bataille de Chaffin's Farm, à New Market Heights du 28 au 30 septembre. Il participe à la bataille de Fair Oaks les 27 et 28 octobre.

## 1865
Le 5th Maryland Infantry est en service dans les tranchées devant de Richmond jusqu'en avril 1865. Il participe à l'occupation de Richmond, le 3 avril et à la poursuite de Lee jusqu'à Appomattox Court House du 3 au 9 avril. Il est à Appomattox Court House le 9 avril où il assiste à la reddition de Lee et de son armée. Il est en service dans le département de Virginie jusqu'en septembre.

## Commandants
- Colonel William Louis Schley
- Colonel William W. Bamberger - commandant le régiment à la bataille d'Antietam avec le grade de capitaine jusqu'à ce qu'il soit également blessé au combat
- Commandant Leopold Blumenberg - commande lors de la bataille d'Antietam jusqu'à ce qu'il soit blessé au combat
- Capitaine Ernest F. M. Faehtz - commande lors de la bataille d'Antietam après  la blessure du capitaine Marsh et est fait prisonnier
- Capitaine Salome Marsh - commande lors de la bataille d'Antietam après la blessure du capitaine Bamberger, jusqu'à ce qu'il soit blessé et fait prisonnier

## Victimes
Le régiment perdu un total de 161 hommes pendant le service ; 1 officier et 63 soldats tués ou blessés mortellement, et 6 officiers et 91 hommes du rang en raison de la maladie.

## Mémoire
Un monument commémoratif est érigé sur le champ de bataille d'Antietam situé près de la Bloody Lane où le régiment a combattu. Il a été inauguré le 30 mai 1900.